# Petjorahavet

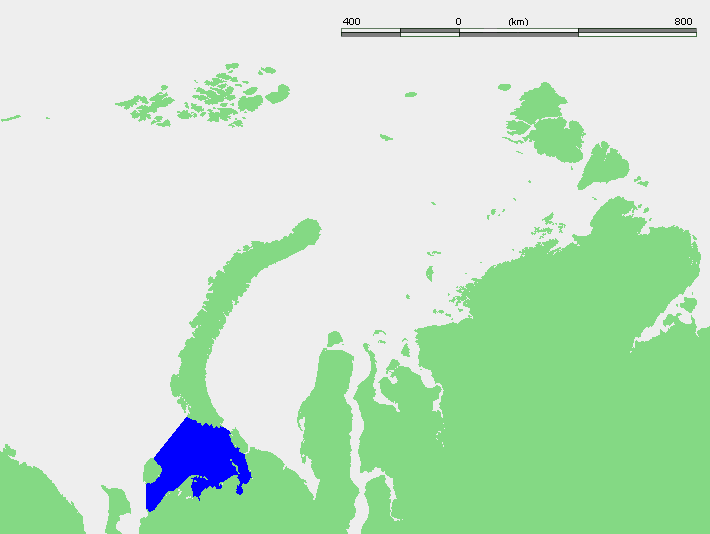
Petjorahavets läge.

Petjorahavet (ryska: Печо́рское мо́ре – Petsjorskoje More) är ett havsområde norr om den europeiska delen av Ryssland. Det är den sydöstra delen av Barents hav. Vattnet är relativt grunt, i snitt bara 6 meter. Djupaste punkten är 210 meter.
Floden Petjora mynnar ut i Petjorahavet.